# Jagdschwert
Als Jagdschwert bezeichnet man eine Blankwaffe, mit der im 15./16. Jahrhundert großes Wild abgefangen wurde, oft vom Pferd aus. Die meisten Jagdschwerter zählten zu den sog. Anderthalbhändern, besaßen also einen relativ langen Griff als Ausgleich zur langen Klinge.
Eine spezielle Form des Jagdschwertes ist das Sauschwert. Später wurde statt eines Jagdschwertes der leichtere Jagddegen oder der kürzere Hirschfänger verwendet.